# 克罗萨克
克罗萨克（法語：Crossac，法語發音：[kʁɔsak] ⓘ）是法国大西洋卢瓦尔省的一个市镇，位于该省西部偏北，属于圣纳泽尔区。

## 地理
克罗萨克（47°24'41"N, 2°10'6"W）面积25.85 平方千米，位于法国卢瓦尔河地区大区大西洋卢瓦尔省，该省份为法国西北部沿海省份，位于布列塔尼半岛东南部，北起伊勒-维莱讷省，西北接莫尔比昂省，西临大西洋，南至旺代省，东临曼恩-卢瓦尔省。
与克罗萨克接壤的市镇（或旧市镇、城区）包括：贝内、栋日、蓬沙托、圣若阿基姆、圣马洛德盖尔萨克、布列塔尼地区圣雷娜。
克罗萨克的时区为UTC+01:00、UTC+02:00（夏令时）。

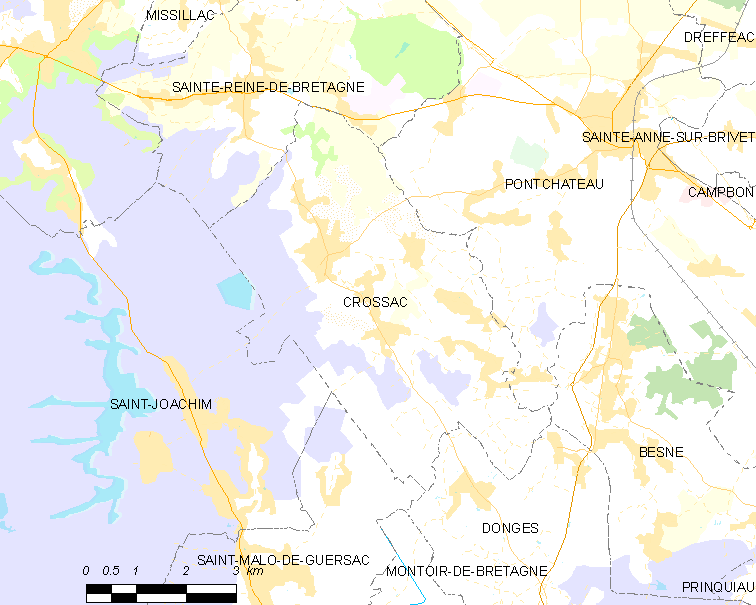
克罗萨克的OSM定位图

## 行政
克罗萨克的邮政编码为44160，INSEE市镇编码为44050。

## 政治
克罗萨克所属的省级选区为蓬沙托县。

## 交通
大西洋卢瓦尔省省道D4线和D16线在市中心交汇，省道D33线经过境内北侧，D204线则经过东南侧。

## 人口

1962-2008年间克罗萨克人口变化图示

克罗萨克于2022年1月1日时的人口数量为2985人。